# Alberto Torresani
Alberto Torresani (Bologna, 25 giugno 1940) è uno storico italiano.

## Biografia
Studi medi e liceali a Bologna, universitari a Catania, laurea in Lettere moderne con tesi sull'Athenaeum dei fratelli Schlegel, la rivista del primo romanticismo tedesco. Già professore di storia e filosofia nei licei e autore di libri di testo per le scuole superiori, è attualmente docente incaricato di storia della Chiesa presso l'Istituto superiore di scienze religiose all'Apollinare dell'Università Pontificia della Santa Croce di Roma. Collabora abitualmente con le riviste Studi Cattolici, il Timone e Nova Historica. Tiene una rubrica on-line dal nome I Nodi della Storia sul sito www.confrancesco.it.

## Opere
- Storia della Chiesa. Dalla comunità di Gerusalemme a Benedetto XVI, Ares, Milano, 2005
- Arturo Cattaneo; Massimo Introvigne; Manfred Hauke; Bernardo Estrada; Alberto Torresani. La frode del Codice da Vinci. Giochi di prestigio ai danni del Cristianesimo, Ed. Elledici, anno 2006
- Storia della Chiesa. Dalla comunità di Gerusalemme al giubileo 2000, Ares, Milano, 1999, ISBN 88-8155-175-6 (una recensione)
- I nodi della storia (3 voll.) Edizioni Dante Alighieri, 1992, 1994 e 1995
- Alberto Torresani; Erminio Riboldi. Storia antica. Per il Ginnasio e il biennio del Liceo scientifico, Edizioni Dante Alighieri, 1994
- Breve storia della Chiesa, Ares, 1989, ISBN 888155013X
- La storia come professione, Edumond Le Monnier, 1982
- Cesare Cavalleri; Hervé Pasqua; Alberto Torresani. Da Machiavelli a Gramsci e oltre, Edizioni Romane di Cultura, 1984
- Maurizio Blondet; Pierpaolo Donati; Alberto Torresani. Il caso Galileo e la crisi attuale dello scientismo, Edizioni Romane di Cultura, 1984